# Théodore Léger
Théodore Léger, né le 12 septembre 1826 à Gand et y décédé le 13 juin 1912 fut un homme politique belge catholique.
Léger fut docteur en droit (1848, RUG).
Il fut élu sénateur provincial de la province de Flandre-Orientale, poste qu'il occupa de 1894 jusqu'à sa mort.

## Œuvres
- Côtés irrécouvrables. Ceux qui sont passes sur l'état des côtés irrécouvrables en 1862 peuvent-ils être électeurs en 1864? Ceux qui d'habitude n'acquittent pas leurs impositions, ont-ils la possession du cens électoral?, Gand, 1864.
- La réforme électorale, Bruxelles, 1898.
- Vingt-cinq ans de gouvernement catholique, 1884-1909 dans Almanach de la Générale gantoise des étudiants catholiques, 1909, 92-107.

## Sources
- Bio sur ODIS
- Bio sur ARSOM